# Jüdische Gemeinde Chabad Berlin

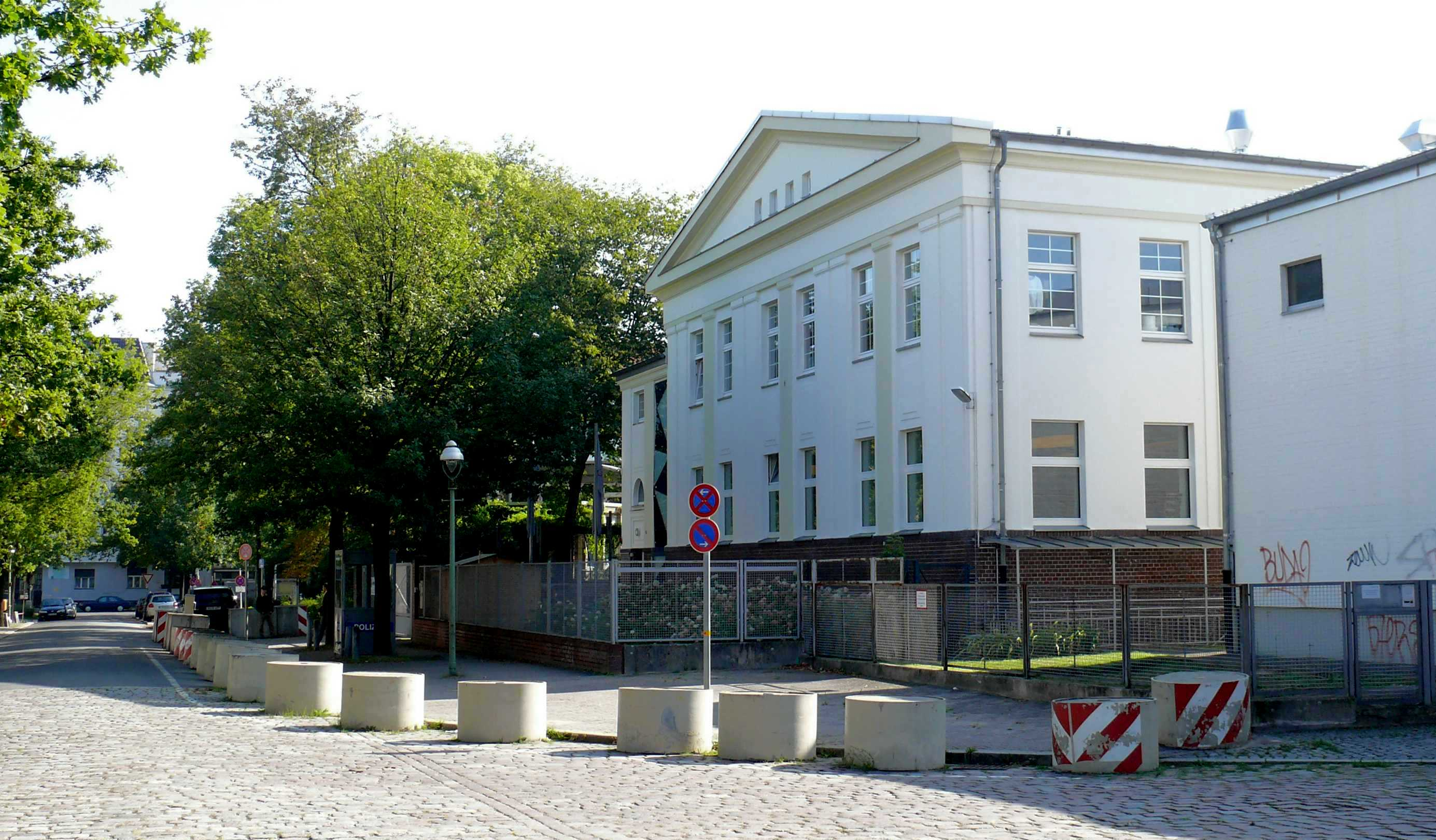
Das Jüdisches Bildungszentrum Chabad Berlin in der Münsterschen Straße.

Das Jüdische Bildungszentrum Chabad Berlin befindet sich in Berlin-Wilmersdorf. Es wurde 2007 als jüdisches Bildungszentrum eröffnet. Geleitet wird es von Yehuda Teichtal, dem Gemeinderabbiner der Jüdischen Gemeinde zu Berlin.

## Beschreibung
Zu der Einrichtung gehören eine traditionelle Synagoge mit 250 Plätzen, ein jüdisches Ritualbad (Mikwe), ein koscheres Restaurant, eine Jeschiwa (Rabbinerausbildungsprogramm) und Seminarräume. Außerdem gibt es einen Judaica-Laden. Chabad Berlin beschäftigte 2022 nach eigenen Angaben rund 100 Mitarbeiter. Im Jahr 2025 hatte die Gemeinde nach eigenen Angaben ca. 3.000 aktive Mitglieder. Im Vergleich dazu zählte die Jüdische Gemeinde zu Berlin im Jahr 2022 rund 8.286 Mitglieder. Schätzungen zufolge lebten 2024 insgesamt rund 50.000 Jüdinnen und Juden in Berlin. Damit macht die Chabad-Gemeinde ca. 6 % und die Jüdische Gemeinde zu Berlin ca. 17 % der jüdischen Bevölkerung Berlins aus.

## Name
Chabad steht für die drei hebräischen Wörter Chachma, Bina und Daat: Weisheit, Verstand und Wissen. Lubawitsch ist der Name einer Kleinstadt in Russland, 10 km von der belarussischen Grenze entfernt. Im 18. Jahrhundert wurde die Chabad-Philosophie von Rabbi Schneur Zalman in Liadi gegründet. Seit dem Tod von Rabbi Schneur haben Rabbiner aus Lubawitsch in fünf Generationen sein Werk fortgesetzt. Es entstand ein Netzwerk von pädagogischen, traditionellen und sozialen Einrichtungen. Mit Rabbiner Menachem Mendel Schneerson wurde Chabad Lubawitsch weltweit aktiv.

## Geschichte
Das Jüdische Bildungszentrum Chabad Berlin entstand 1996 mit der Gründung der Chabad-Lubawitsch-Gemeinde in Berlin. 1997 eröffnete das erste Chabad-Zentrum, und 2000 folgte die Synagoge in der Augsburger Straße und im Jahr 2007 wurde das Jüdische Bildungszentrum eingeweiht. Es umfasst eine Synagoge, einen Festsaal, eine Bibliothek, ein Multimediazentrum, eine Lounge, ein Restaurant und einen Judaica-Laden.
2008 wurde eine Mikwe im Bildungszentrum eingeweiht. Im Jahr 2011 eröffnete Chabad Berlin eine weitere Synagoge und ein Zentrum für Israelis und jüdische Touristen am Berliner Alexanderplatz. 2014 gründete Chabad Lubawitsch in Berlin ein eigenes Beth Din, das zu einigen Irritationen führte. Dieses Rabbinatsgericht wurde erst nach den bereits etablierten Bathei Din der Orthodoxen Rabbinerkonferenz (ORD) und der Allgemeinen Rabbinerkonferenz (ARK) ins Leben gerufen.

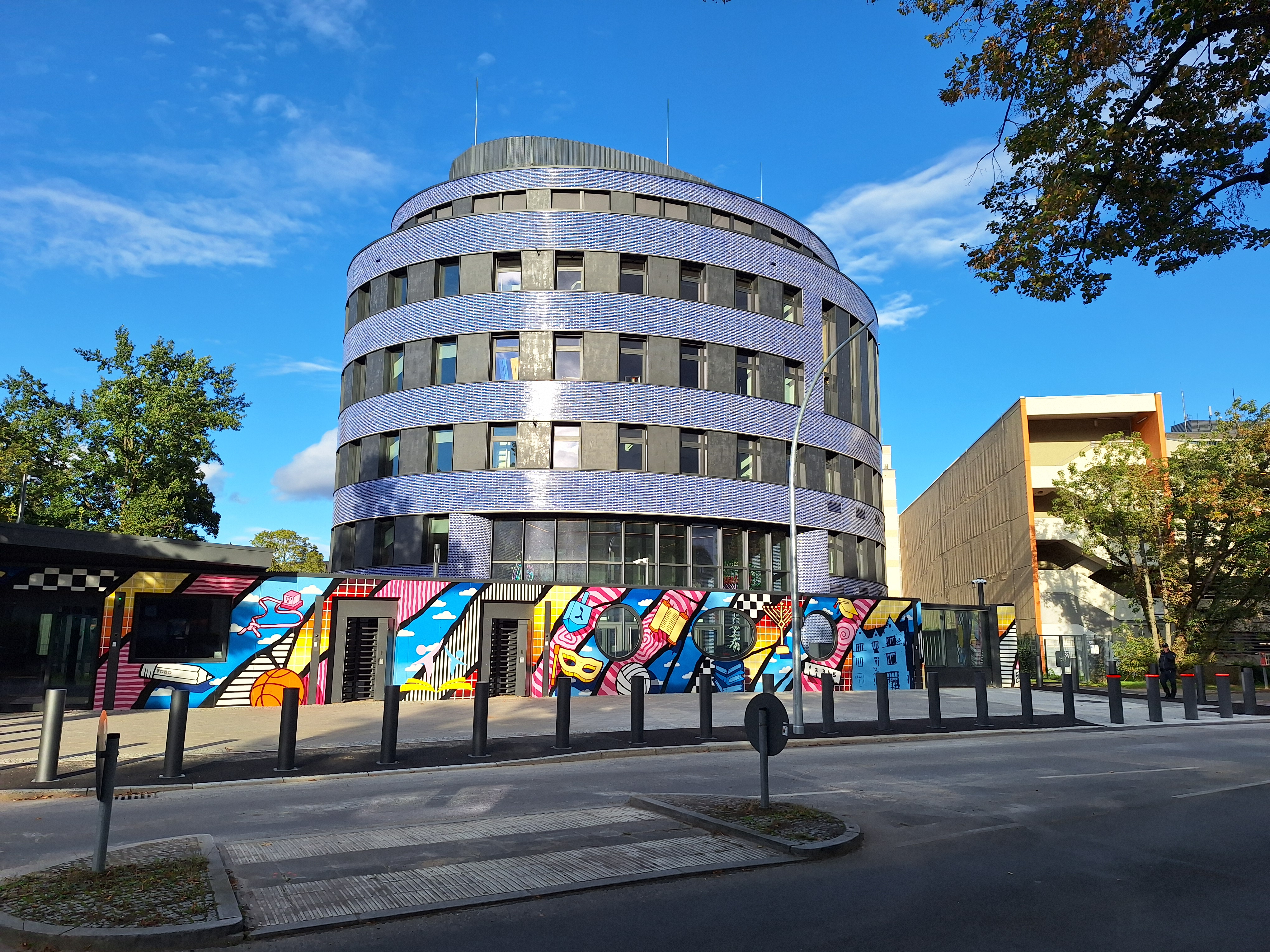
Der Pears Jewish Campus in Berlin-Wilmersdorf, eröffnet 2023, ist ein 40-Millionen-Euro-Projekt mit Kita, Schule, Sporthalle und Kulturzentrum. Auf 8.000 Quadratmetern fördert der Campus jüdische Bildung und Gemeinschaft.

Im Jahr 2021 feierte Chabad Berlin sein 25-jähriges Bestehen und verlieh den Preis für den Einsatz zur Stärkung jüdischen Lebens in Deutschland an Mathias Döpfner. Zu dieser Zeit gehörten zu Chabad bereits fünf Synagogen.
Nach dem Russischen Überfall auf die Ukraine 2022 nahm Chabad Berlin 2022 insgesamt 486 jüdische Geflüchtete auf, darunter 108 Kinder aus einem Waisenheim aus Odessa. Bundespräsident Frank-Walter Steinmeier besuchte die Kinder nach ihrer Ankunft.
2023 wurde der Pears Jüdischer Campus eröffnet.

## Fördermittelstreit
Yehuda Teichtal, Vorsitzender der Chabad-Gemeinde in Berlin, äußert 2024 Unzufriedenheit über die Verteilung der Fördermittel für jüdische Gemeinschaften. Er fühlte sich von der Jüdischen Gemeinde zu Berlin nicht repräsentiert und fordert eine gerechtere Verteilung der staatlichen Unterstützung. Besonders betont er den Bedarf seiner wachsenden Gemeinde an einer größeren Synagoge, um den Anforderungen des jüdischen Lebens in Berlin gerecht zu werden.  Der Bau des Pears Jüdischen Campus, initiiert von Chabad Lubawitsch, wurde durch erhebliche Kostensteigerungen belastet, was zu Forderungen nach erhöhten Zuschüssen führte. Trotz bereitgestellter Mittel von 9 Millionen Euro im Jahr 2024 wurden bisher keine weiteren Auszahlungen vorgenommen, da erforderliche Unterlagen noch fehlen.
Bereits 2011 gab es Streit um die finanzielle Unterstützung von Chabad Lubawitsch durch die Jüdische Gemeinde zu Berlin und den Senat. Teichtal forderte damals eine paritätische Beteiligung an den institutionellen Zuwendungen des Landes Berlin, da Chabad Lubawitsch als Religionsgemeinschaft ebenso anspruchsberechtigt sei wie die Jüdische Gemeinde zu Berlin und die Synagogen-Gemeinde Adass Jisroel. Die Gemeinde hatte Chabad zuvor einen jährlichen Zuschuss von 40.000 Euro gewährt, diesen aber ohne Rücksprache eingestellt. Gleichzeitig zog sich die Gemeinde aus gemeinsamen Veranstaltungen zurück, entfernte Chabads Synagoge von ihrer Website und strich Teichtals Namen von der Liste der Berliner Rabbiner. Teichtal kritisierte diese Maßnahmen als Ausgrenzung einer religiösen Strömung innerhalb der Einheitsgemeinde. Die Gemeindeleitung entgegnete, Chabad habe durch den Aufbau eines eigenen Zentrums eine Konkurrenzsituation geschaffen. Die angestrebte Klärung in einer gemeinsamen Arbeitsgruppe brachte keine dauerhafte Lösung.

## Tätigkeit

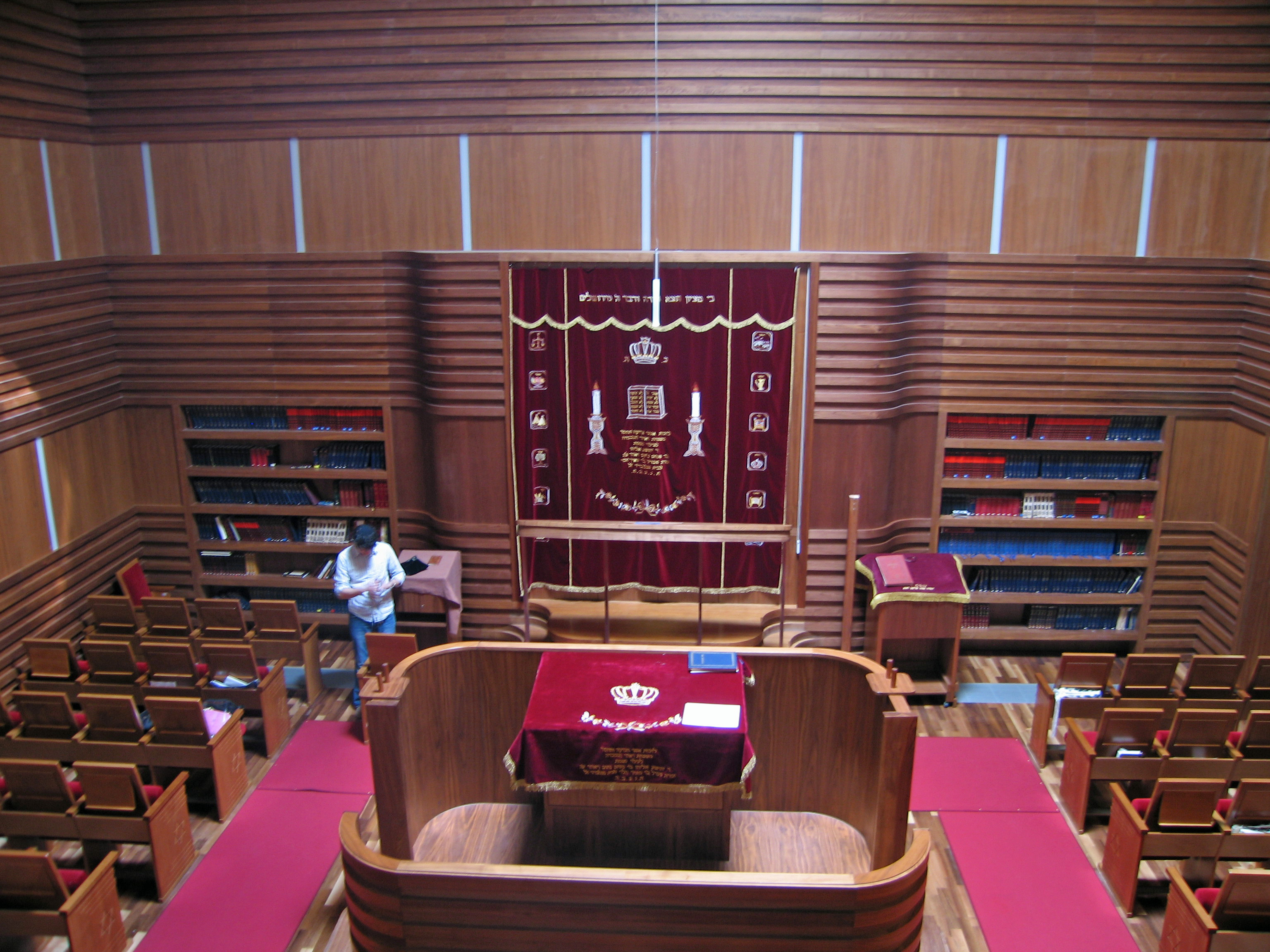
Innenraum der von Sergei Tchoban gestalteten Synagoge Bet Israel mit Toraschrein, Parochet, Ner Tamid und Bima

Das Chabad veranstaltet Seminare und Workshops zu jüdischen Themen für die Öffentlichkeit. Es wurden eine traditionelle jüdische Schule (JTS) und ein Kindergarten eröffnet, die staatlich anerkannt sind. Als orthodoxe jüdische Organisation unterstützt das Chabad die Förderung jüdischer Tradition unter seinen Gemeindemitgliedern.
Chabad ist in Berlin nicht nur durch das Jüdische Bildungszentrum vertreten, sondern auch durch das Chabad Studentenzentrum in Wilmersdorf, den Chabad am Alexanderplatz, die Jüdische Traditionsschule in Spandau und den Jüdischen Kindergarten Gan Israel im Ruhwaldpark in Spandau und in Wilmersdorf.

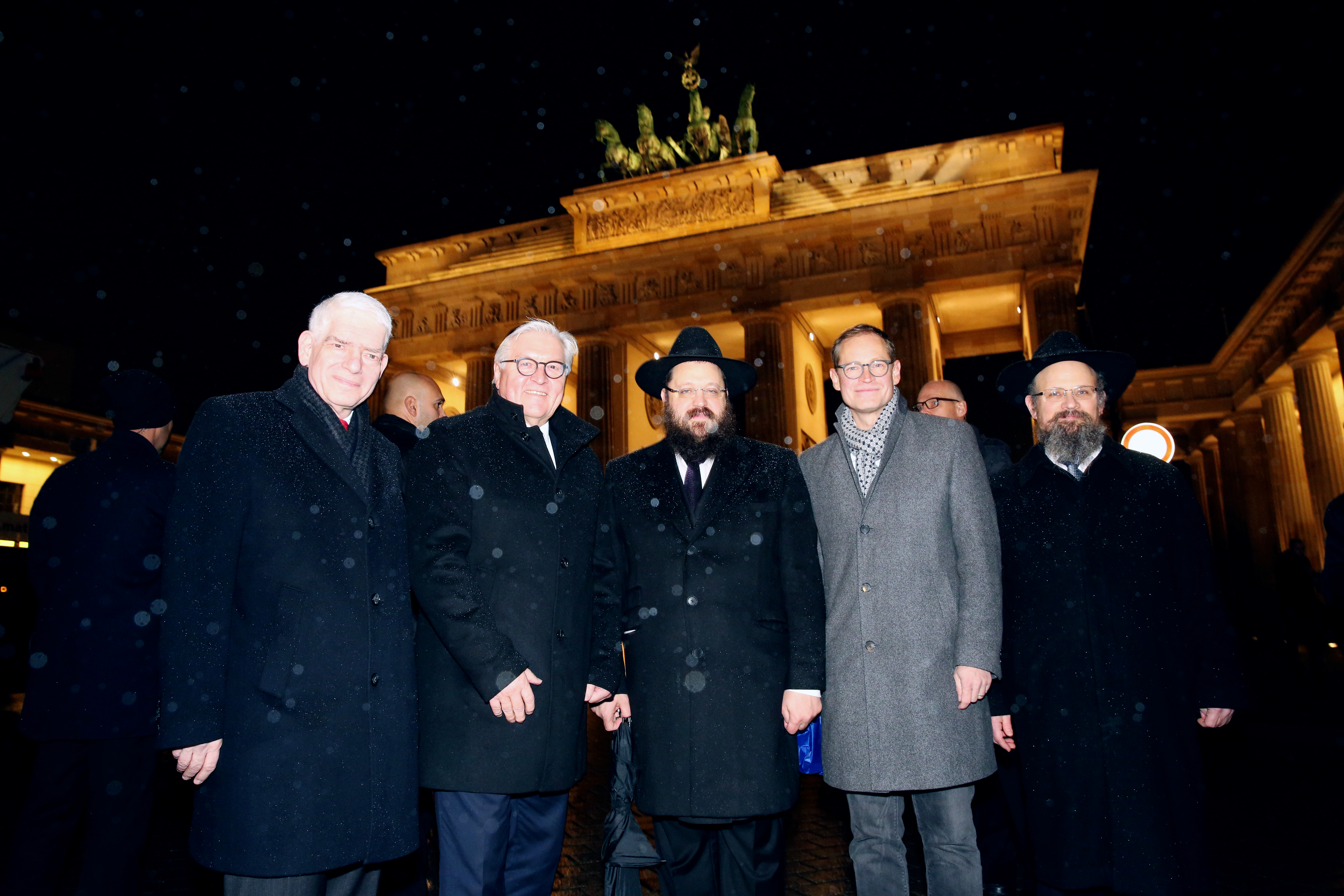
»Mehr Licht! Mehr Freude! Mehr jüdisches Bewusstsein! Das ist unsere Antwort, liebe Freunde!« – das Credo von Rabbiner Yehuda Teichtal anlässlich der Chanukkia-Feierlichkeiten am Brandenburger Tor, hier zusammen mit Josef Schuster, Frank-Walter Steinmeier und Michael Müller.

Am 2. Dezember 2018 organisierte das Jüdische Bildungszentrum eine öffentliche Zeremonie zur Entzündung der ersten Chanukka-Kerze gemeinsam mit Bundespräsident Frank-Walter Steinmeier. Die Veranstaltung fand auf dem Pariser Platz vor dem Brandenburger Tor in Anwesenheit hochrangiger Politiker und Persönlichkeiten des öffentlichen Lebens statt, darunter der damalige Regierende Bürgermeister von Berlin, Michael Müller, die Vizepräsidentin des Deutschen Bundestages, Petra Pau, der Präsident des Zentralrats der Juden in Deutschland, Josef Schuster, sowie der Vorsitzende der Jüdischen Gemeinde zu Berlin, Gideon Joffe.

## Rezeption
Die Wahrnehmung der Chabad-Bewegung in der Berliner Einheitsgemeinde ist gespalten. Einerseits wird ihr Engagement in der Bildungs- und Sozialarbeit geschätzt, insbesondere bei der Betreuung der russischsprachigen Gemeindemitglieder und der Organisation von Kindergärten, Ferienlagern und Festen. Andererseits stößt ihr wachsender Einfluss auf Skepsis. Kritiker – wie Jacques Schuster und Albert Meyer – sehen in Chabad eine Missionsbewegung mit dem Ziel, das Judentum nach orthodoxen Maßstäben zu formen, und warnen vor einer Machtverschiebung innerhalb der jüdischen Gemeinschaft. Die Geschlechtertrennung, die enge ideologische Ausrichtung und die Abgrenzung zu liberalen Strömungen werden als problematisch empfunden. Hinzu kommen Bedenken hinsichtlich der Finanzierung und der engen Verflechtung mit internationalen Chabad-Strukturen. Während Chabad selbst betont, offen für alle jüdischen Strömungen zu sein, empfinden viele in der Einheitsgemeinde ihre Präsenz als einseitig und dominant.